# Толчин Станіслав Марксович
Станіслав Марксович Толчин нар. 10 січня 1957, м. Бердичів, Житомирська область, Україна – український політик, голова Київського міського територіального відділення антимонопольного комітету України, депутат  обласної ради Донецької області, генеральний директор державного підприємства Макіїввугілля (вересень 2006 року – лютий 2012 року), екс-депутат міської ради міста Макіївка.

## Дитинство
Народився Станіслав Толчин 10 січня 1957 року у  Бердичіві, Житомирська область. 
Батько – Толчин Маркс Веніамінович, 15 січня 1932 року народження. Маркс Веніамінович був гірничим інженером, що мало вплив на вибір професії юнака.
Мати – Толчина Поліна Семенівна, 27 вересня 1932 року народження.
Вчився Станіслав у ЗОШ № 93 в місті Донецьк.

## Вища освіта
У 1975 році Толчин вступив до  Донецького політехнічного інституту, який закінчив у 1980 році, отримавши кваліфікацію гірничого інженера.
Доктор філософії технічних наук (став кандидатом технічних наук у 1997 році).
Толчин неодноразово коментував в інтерв'ю важливість вищої освіти в житті людини. Стверджує, що кожний випускник школи має вступати до того чи іншого навчального закладу за покликанням і після отримання диплому наполегливо досягати успіху. 

## Кар'єра
Кар'єра Станіслава Толчина розпочалась з посади гірничого майстра на шахті «Кіровська» ДП Донецьквугілля у 1980 році, коли юнаку було 23 роки, Толчин швидко просувався по службі і був назначений спочатку заступником голови, а потім і головою ділянки з видобутку вугілля.
У 1989 – 2006 роках був директором заводу залізобетонних конструкцій і виробів (ЗЗВіК).
У 1996 році був назначений головою ЗЗВіК.
Був депутатом  в міській раді Макіївки  у 2002-2006 роках. 
З 2006 року займав посаду генерального директору державного підприємства з видобутку вугілля «Макіїввугілля» (Донецька область). На даній посаді Толчиним була виконана величезна робота для підйому добової норми видобутку вугілля (з 3 000 до 10 000 тон на добу), що дало змогу вивести підприємство з кризи і збільшити середню заробітну платню шахтарів у 3 рази. 
Багато уваги Толчин приділяв тімбілдингу. За часи його керівництва було організовано 4 бали для шахтарів та чисельні конференції для бригадирів.
Пішов з посади у 2012 році. 
З 2006 року є депутатом обласної ради Донецької області. Також Толчин є головою Київського міського територіального відділення антимонопольного комітету України.

## Хобі
Толчин любить футбол і вболіває за місцеву футбольну команду  Макіїввугілля. Є Почесним Президентом даного футбольного клубу.

## Нагороди
Нагороджений орденом «За досягнення» III ступеня. 
Повний кавалер  «Шахтарська Слава» і  «Шахтарська Доблесть».
Двічі нагороджений знаком «Найкращий керівник галузі».

## Особисте життя
Толчин був тричі одружений.
Перша дружина – Елеонора Олександрівна Толчина. В них 2 лютого 1975 року народилась донька Ольга. Ольга має сина Станіслава.
Друга дружина – Толчина Галіна Валентинівна. У шлюбі народилась донька Поліна, 27 жовтня 1980 року. Поліна має чьторих дітей: Софія Фейга, Бенеамін, Лев та Елі.
Зараз щасливий у шлюбі із Толчиною Аліною Вікторівною. У 2011 році у пари народився син Марк.